# Médiathèque André-Malraux de Lisieux
Pour les articles homonymes, voir Médiathèque André-Malraux (homonymie).
Inaugurée le 21 juin 2002, la Médiathèque André-Malraux est un établissement culturel situé à Lisieux dans le département du Calvados (Normandie, France). C'est une bibliothèque publique offrant à la consultation ou à l'emprunt environ 113 000 documents (livres, périodiques, phonogrammes, vidéogrammes, ressources électroniques). Elle dispose en outre d'un auditorium de 60 places où sont organisées conférences et projections. Elle constitue un pôle majeur de lecture publique pour le territoire de la Communauté d'agglomération Lisieux Normandie.

## Histoire

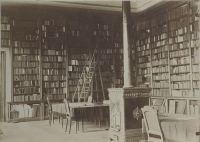
L'ancienne salle de la bibliothèque publique de Lisieux vers 1900.

En 1833, à l'initiative du maire, Pierre Leroy-Beaulieu, le conseil municipal de Lisieux décida la création d'une bibliothèque publique. Lisieux comptait alors 12 000 habitants. Les premiers fonds votés par le conseil furent consacrés à l'aménagement d'un local et à l'acquisition d'ouvrages. La bibliothèque fut ouverte au début de l'année 1837. Elle occupait deux petites pièces contiguës à la salle des délibérations de l'Hôtel de Ville. M. Samson, professeur au collège, en était le bibliothécaire.
Pour parvenir à former, à peu de frais, une collection d'environ 3 000 volumes, l'administration municipale puisa à plusieurs sources : elle recueillit tout d'abord environ 1 500 volumes anciens qui gisaient complètement abandonnés dans un grenier du collège. Cet ensemble hétéroclite reste encore aujourd'hui le seul témoignage consultable des riches collections des bibliothèques religieuses de l'ancien évêché regroupées en 1790, puis pillées, vendues et dispersées entre 1792 et 1808 (Lisieux comptait sept bibliothèques : évêché, chapitre, grand et petit séminaire, Mathurins, Dominicains, Capucins).
Avec les fonds alloués par le conseil municipal, la bibliothèque acheta 400 volumes, obtint du gouvernement le don de 400 autres volumes. Quelques particuliers déposèrent 300 volumes. Enfin, des Lexoviens s'étaient regroupés en une association de souscripteurs pour acheter en commun des ouvrages coûteux dans les domaines des lettres et des sciences. 500 volumes furent ainsi acquis et devinrent plus tard propriété de la bibliothèque.
En 1864, la bibliothèque fut transférée ainsi que le musée de peinture dans l'aile de l'ancien palais épiscopal qui fait face au jardin public ; elle s'y trouvait encore jusqu'à l'inauguration le 21 juin 2002 de la médiathèque. La médiathèque porte le nom d’André Malraux, écrivain et homme politique français, premier ministre des Affaires culturelles sous le général de Gaulle.
Les fonds s'accrurent rapidement : 7 000 volumes en 1850, 14 000 en 1887, 21 000 en 1899. Un catalogue général, encore utile malgré ses imperfections, fut imprimé en 1861, suivi de trois suppléments : 1861 - 1874, 1875 - 1885, 1885 - 1895.
En 2011, la médiathèque devient un service intercommunal et rejoint la Communauté d’agglomération Lisieux Normandie, élargissant ainsi son périmètre d’action à l’échelle de plusieurs communes.
Après une année de rénovation pour organiser les espaces internes, la médiathèque rouvre en septembre 2018.

## Bâtiment actuel
Œuvre du cabinet d'architectes Du Besset-Lyon, déjà auteurs des bibliothèques d'Orléans, Rungis, Troyes et du projet de Clermont-Ferrand, ce bâtiment est situé dans le centre-ville, place de la République, sur l'emplacement d'un ancienne voie gallo-romaine. D'une surface (SHON) de 1 878 m² sur 5 niveaux ainsi répartis :
- RDC (hall) : Accueil, espace réservé aux nouveaux documents achetés (175 m2).
- R-1 : Pôle littérature, pôle Art, musique et cinéma, ludothèque, salle de jeux vidéo et espace enfance (505 m2).
- R-2 : Atelier pour les animations (125 m2), auditorium (60 places).
- R-3 : Magasins, locaux techniques et informatiques.
- R+1 : Pôle Sciences et société (355 m2) ; Administration (178 m2).

« La médiathèque de Lisieux est située à l’articulation d’une rue et d’une place commerçantes. Les constructions qui l’environnent sont sévères. Les règles urbaines exigeaient une expression de toiture et la conservation d’un reste de chaussée romaine situé à 2,5 m sous le niveau du trottoir. La médiathèque est conçue comme un pavillon. Transparente et vide au rez-de-chaussée elle ne perturbe pas le tissu commercial et on y rentre comme dans une boutique. D’autant qu’on aperçoit d’un coup d’œil ce quelle offre car la salle de lecture [espace adulte] est en contrebas, au niveau de la chaussée romaine. La médiathèque est au cœur de la part la plus animée de la ville en même temps qu’en retrait. On y trouve le calme sans s’enfermer… » (Du Besset-Lyon).

## Services et collections
Tournés vers une numérisation croissante des usages, des services sont proposés : portail du réseau des médiathèques, ressources en ligne (la Boîte Numérique en partenariat avec la bibliothèque du Calvados), Wifi pour les usagers, jeux vidéo, ludothèque, prêt de liseuses, grainothèque...
La médiathèque propose une vaste collection de documents, accessible à tous les publics : 
- Livres (romans, documentaires, bandes dessinées, albums jeunesse)

- CD

- DVD, Blu-ray

- Livres audio

- Ressources numériques (presse en ligne, autoformation, musique, cinéma à la demande)

- Postes informatiques et accès Wi-Fi

- Espaces de travail et de détente

Elle organise régulièrement des animations culturelles comme des rencontres d’auteur·ices, des expositions, des ateliers numériques et des heures du conte.

## Statut et accès
La Médiathèque André-Malraux de Lisieux est un service de la Communauté d'agglomération Lisieux Normandie. Elle est composée d'une équipe de 13 personnes.
Elle est ouverte à tous sans condition, 39h30 par semaine en période scolaire, du mardi au samedi (parfois le dimanche). Les conditions d'emprunt sont liées à un abonnement annuel dont le tarif est revu chaque année par le conseil communautaire.

## Réseau intercommunal
La Médiathèque André-Malraux de Lisieux devenue intercommunale depuis le 1er janvier 2011 fonctionne en réseau avec quatre autres bibliothèques et médiathèques du territoire de la Communauté d’agglomération Lisieux Normandie, formant un réseau de lecture publique mutualisé. Ce réseau comprend : 
- La Fabrique, à Livarot-Pays d’Auge

- Bibliothèque du centre culturel Jacques-Brel, à Mézidon-Vallée d’Auge

- Bibliothèque Marie-du-Merle, à Orbec

- Médiathèque Marcel-Rivière, à Saint-Pierre-en-Auge

Grâce à cette organisation en réseau, les usagers bénéficient : 
- d’une carte unique valable dans toutes les structures,

- d’un catalogue commun consultable en ligne,

- de services partagés (animations, ressources numériques, actions de médiation),

- et d’une programmation culturelle coordonnée.

## Collections patrimoniales
Si le développement de la lecture publique à Lisieux est aujourd'hui la mission essentielle de la médiathèque, la conservation, la mise en valeur et l'enrichissement du fonds patrimonial ne sont pas négligés. Un plan annuel d'acquisition, d'entretien et de restauration a été mis en place depuis 1987.
Le fonds à dominante religieuse, historique et littéraire, contient quelques belles pièces parmi lesquelles une Bible manuscrite sur vélin des XIIIe et XIVe siècles avec de très nombreuses lettres historiées (Biblia sacra), un cartulaire de l'évêché de Lisieux, rédigé par ordre de l'évêque Thomas Basin (1412-1491) ; trois incunables ; une belle série d'éditions du XVIe siècle, dont un intéressant recueil d'œuvres de Du Bellay. Galien, Euclide, Aristote, Pline, Érasme et les Pères de l'Église sont présents. Pour le XVIIe siècle, on notera un rare recueil d'airs de Nicolas Le Vavasseur (1593-1658), sorti des presses de Pierre I Ballard en 1626. Les éditions du XVIIIe siècle représentent près de la moitié du fonds. Lisieux bénéficia, au XIXe siècle, comme beaucoup d'autres villes, de dons importants du gouvernement, parmi lesquels on retrouve plusieurs des grands monuments de l'édition consacrés aux voyages scientifiques et à l'égyptologie.
Le fonds normand, environ 2000 références, est dominé par l'ensemble des notes et cahiers manuscrits consacrés à l'histoire de Lisieux que le baron François Marie Joseph Tardif de Moidrey (1860-1947) déposa à la bibliothèque au cours des années 1940.
Le fonds manuscrit (200 documents) contient quelques curiosités, dont trois manuscrits arabes de la fin du XVIIIe siècle et un manuscrit mathématique du Père André (1675-1764).

## Source, bibliographie
- P. Ageron, "Les manuscrits arabes de la bibliothèque de Lisieux", Le Pays d'Auge, 59e année, n°5, p. 5-17
- P. Ageron et D. Bessot, "Découverte d'un manuscrit mathématique à la bibliothèque de Lisieux", Le Pays d'Auge, 59e année, n°5, p. 18